# Peter van der Westhuizen
Peter van der Westhuizen (né le 21 décembre 1984) est un athlète sud-africain spécialiste du demi-fond.
Son meilleur temps, sur 1 500 m, est de 3 min 35 s 33 à New York, le 30 mai 2009.